# Лі де Мей
Андре́а Абсоло́нова (англ. Andrea Absolonová; 26 грудня 1976 — 12 вересня 2004), відома як Лі де Мей (англ. Lea De Mae) — чеська стрибунка у воду й колишня порноакторка.

## Біографія
Була членкинею національної команди зі стрибків у воду. Внаслідок нещасного випадку вона пошкодила хребет при підготовці до Олімпійських ігор 1996 в Атланті.
Пізніше почала позувати оголеною для фотосесії, а потім потрапила в порноіндустрію. З'явилась у близько 80 порнофільмах. Потім повернулась до Європи, де також знімалась, але невдовзі знову переїхала до США.
Їй було поставлено діагноз гліобастоми, агресивної форми пухлини мозку в липні 2004 року. Знайомі створили фонд для неї в Празі, але 9 грудня 2004 року, у віці 27 років, вона померла.
У 2023 році на основі історії її життя зняли художній фільм «Її тіло».

## Номінації
- 2003 AVN Award номінація — Female Foreign Performer of the Year[8]
- 2003 AVN Award номінація — Best Anal Sex Scene, Video — Buttfaced! 3[8]
- 2004 Ninfa Prize номінація — Best Supporting Actress — Hot Property[9]